# Émile Argand
Pour les articles homonymes, voir Argand.
Émile Argand (né le 6 janvier 1879 et mort le 14 septembre 1940) est un géologue suisse.
Il proposa notamment dans son ouvrage La tectonique de l'Asie (1924) la théorie, inspirée notamment de la théorie de la dérive des continents de Wegener, selon laquelle il y aurait des translations de plusieurs centaines de km dans les chaines de montagne de type alpin.
Ses coupes et ses modèles sont aujourd'hui encore valables.
Sa tombe, conjointe avec celle de sa mère, Jeanne, née Taberlet (1856-1940), se trouve à Neuchâtel, au cimetière de Beauregard.

## Prix et distinctions
- 1913 : Prix Spendiarov
- 1927 : Prix Marcel Benoist[4]
- Une région sur la Lune a été nommé Dorsa Argand.[réf. nécessaire]
- Une route est nommée "Rue Emile-Argand" à l'Université de Neuchâtel.[réf. nécessaire]

## Publications
- Argand, E. (1911), "Les nappes de recouvrement des Alpes Pennines et leur prolongement structuraux", Mat. carte géol. Suisse, N.S., XXXI livr.
- Argand, E. (1916), "Sur l'arc des Alpes Occidentales", Eclogae geologicae Helvetiae (Lausanne), 14, pp. 145-192.
- Argand, E. (1924), " La Tectonique de l'Asie", Extrait du Compte-rendu du XIIIe Congrès géologique international 1922 (Liège), 1(5), pp. 171-372.
- Argand, E. (1909), " L'exploration géologique des Alpes pennines centrales",  Imprimeries Réunies, Lausanne, (OCLC 493327130)